# Коуа великий

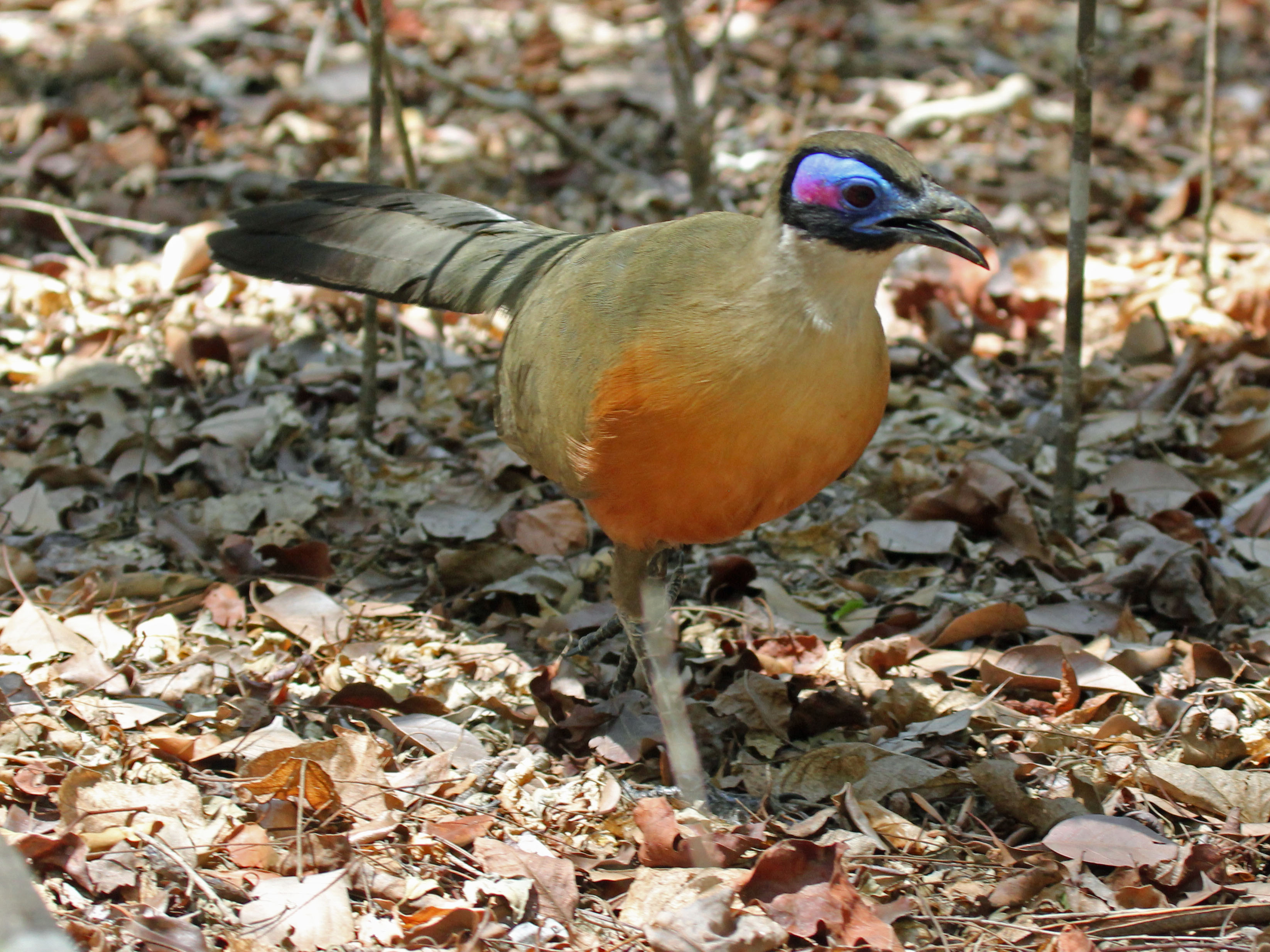
Великий коуа

Ко́уа великий (Coua gigas) — вид зозулеподібних птахів родини зозулевих (Cuculidae). Ендемік Мадагаскару.

## Таксономія
Великий коуа був описаний французьким натуралістом Жоржем-Луї Леклерком де Бюффоном в 1779 році в праці «Histoire Naturelle des Oiseaux». Науково вид був описаний в 1783 році, коли голландський натураліст Пітер Боддерт класифікував його під назвою Cuculus gigas у своїй праці «Planches Enluminées». Пізніше вид був переведений до роду Коуа (Coua), введеного швейцарським натуралістом Генріхом Рудольфом Шинцем у 1821 році. Великий коуа є типовим видом цього роду.

## Опис
Довжина птаха становить 58-62 см, враховуючи довгий хвіст. Виду не притаманний статевий диморфізм. Тім'я темно-коричневе, потилиця, спина і крила оливково-сірі з тьмяним бронзовим відтінком. Хвіст чорний, блискучий, крайні стернові пера мають білі кінчики. Горло і верхня частина грудей білі, решта нижньої частини тіла рудувато-коричнева, нижня частина живота чорнувата, гузка чорні. Навколо очей плями голої шкіри, окаймлені чорним пір'ям. Над очима шкіра яскраво-блакитна, під і за очима вона рожево-фіолетова, перед очима сиза. Райдужки карі або червонувато-карі, дзьоб і лапи чорні. Молоді птахи мають менш яскраве забарвлення, покривні пера крил у них оливково-сірі, поцятковані охристими плямами. Махові пера оливково-сірі з охристими кінчиками і чорною смугою на кінці. Хвіст менш бличкучий, плями на обличчі тьмяно-сині, дзьоб світлий.

## Поширення і екологія
Великі коуа мешкають на заході і півдні острова Мадагаскар, на південь від річки Бецибока. Вони живуть в сухих тропічних лісах і в галерейних лісах, на висоті до 800 м над рівнем моря. Ведуть переважно наземний спосіб життя. Живляться комахами та іншими безхребетними, яких шукають в лісовій підстилці, а також дрібними рептиліями та насінням Capurodendron madagascariensis і Buxus madagascariensis. Гніздо чашоподібне, робиться з гілок, кори і великого листя, розміщується на дереві (акації або тамаринді), на висоті від 3 до 10 м над землею. В кладці 3 білих яйця розміром 43,5×32 мм.